# یواس‌اس گریسون (دی‌دی-۴۳۵)
یواس‌اس گریسون (دی‌دی-۴۳۵) (به انگلیسی: USS Grayson (DD-435)) یک کشتی بود که طول آن ۳۴۸ فوت ۳ اینچ (۱۰۶٫۱۵ متر) بود. این کشتی در سال ۱۹۴۰ ساخته شد.